# Cantone di Anglet
Il Cantone di Anglet è una divisione amministrativa dell'Arrondissement di Bayonne.
È stato costituito a seguito della riforma approvata con decreto del 25 febbraio 2014, che ha avuto attuazione dopo le elezioni dipartimentali del 2015.

## Composizione
Comprende solo parte della città di Anglet.